# Grève de janvier
La grève de janvier 1918 en Allemagne est la troisième d'une série de grèves de masse contre la Première Guerre mondiale et ses conséquences. Auparavant la grève de juin 1916 est une protestation contre l'arrestation du socialiste pacifiste Karl Liebknecht. La grève d'avril 1917 dénonce le rationnement du pain.

## Histoire
Les principaux responsables de l'organisation de la grève de janvier sont les délégués révolutionnaires, le plus souvent du Parti social-démocrate indépendant d'Allemagne (USPD) ou encore de la Ligue spartakiste. En 1917, l'USPD prend ses distances avec le SPD à propos de la Burgfrieden. Les délégués forment un groupe autonome au sein de l'USPD comme la Ligue spartakiste. Le leader Richard Müller (en) veut faire du parti une "plate-forme" pour des objectifs plus radicaux que ceux du parti. Les délégués privilégient la grève au parlementarisme.
La Ligue spartakiste appelle à la grève le 28 janvier 1918, contrairement aux intentions des délégués révolutionnaires qui veulent garder les préparatifs d'une grève secrets jusqu'à la dernière minute. Les raisons de la grève sont la famine, la désillusion de la poursuite du développement de la guerre et la révolution d’Octobre en Russie qui inspirent les marxistes. La grève n'est pas assumée par le SPD ou les syndicats. Friedrich Ebert et Philipp Scheidemann ne s'opposent pas à la grève par principe mais dénoncent sa radicalité.
Au cours de la vague de grèves en janvier 1918, des conseils ouvriers sont élus pour la première fois sur une base plus large. Les grèves prennent des proportions énormes ; à Berlin, des centaines de milliers de grévistes sont impliqués, la vie publique est presque paralysée. Malgré l'interdiction des réunions, des rassemblements quotidiens et des manifestations spontanées ont lieu, parfois des émeutes. Les grèves prennent fin après plusieurs jours avec le déploiement de la police et de l'armée. Aucune des demandes de grève n'est satisfaite. Les leaders, comme Kurt Eisner, le secrétaire de l'USPD en Bavière, sont arrêtés, de nombreux travailleurs sont envoyés dans l'armée au front. Richard Müller est libéré du service militaire en septembre 1918 et peut rejoindre son groupe.
Ainsi en 1918, le Reich n'est plus gouverné par l'empereur ou le gouvernement, mais par l'Oberste Heeresleitung. En octobre 1918, quand l'OHL n'a plus d'influence, un gouvernement parlementaire avec la participation des sociaux-démocrates s'installe, ce qui remplit l'une des principales revendications des grévistes. Le mouvement des travailleurs se radicalise alors, aboutissant à la révolution de novembre. La grève de janvier en représente le prémisse.

## Source de la traduction
- (de) Cet article est partiellement ou en totalité issu de l’article de Wikipédia en allemand intitulé « Januarstreik » (voir la liste des auteurs).